# John Wetton
John Kenneth Wetton, född 12 juni 1949 i Willington i Derbyshire, död 31 januari 2017 i Bournemouth, var en brittisk basist, sångare och gitarrist. Han var bandmedlem i Mogul Thrash, Family, King Crimson, Roxy Music, Bryan Ferry Band, Uriah Heep, UK samt Asia.
Wettons största höjdpunkter i karriären är hans medverkan på King Crimson-albumet Larks' Tongues in Aspic (1973), UK:s självbetitlade debutalbum (1978) samt Asias självbetitlade debutalbum (1982), som för övrigt är det bäst säljande album Wetton medverkat på.
Wetton föddes i Derbyshire men växte upp i Bournemouth. Han avled i cancer 2017.

## Diskografi (solo, urval)

### Studioalbum
- Caught in the Crossfire, 1980, EG Records
- Battle Lines, 1994, Eclipse Records
- Arkangel, 1997,
- Welcome to Heaven, 2000, Avalon Records
- Sinister, 2001, Giant Electric Pea Records
- Rock of Faith, 2003, Giant Electric Pea Records
- Raised in Captivity (2011) Frontiers Records

### Livealbum
- Chasing the Dragon (Live in Japan), 1995, Eclipse Records
- Akustika: Live in America, 1996, Blueprint Records
- Live in Tokyo 1997, 1998, Blueprint Records
- No Mans Land Live in Poland, 1998, Giant Electric Pea Records
- Hazy Money Live in New York, 1998, Blueprint Records
- Sub Rosa Live in Milan, Italy, 1999, Blueprint Records
- Live At The Sun Plaza Tokyo 1999, 2000, Blueprint Records
- Live in Argentina, 2002, Blueprint Records
- Live in Stockholm 1998, 2003, Blueprint Records
- Live in Osaka, 2003, Blueprint Records
- Amata, 2004, Metal Mind Records
- Agenda, 2004, Metal Mind Records
- Amorata, 2009, METAL MIN2
- Live via Satellite, 2015

### Soundtrack album
- Chasing the Deer, 1998, Blueprint Records

### Samlingsalbum
- King's Road, 1972-1980, 1987, EG Records
- From the Underworld, 2003, Classic Rock Legends

### Samarbeten
- One World (med Phil Manzanera), 1987, Geffen Records
- Monkey Business 1972 – 1997 (med Richard Palmer-James), 1998, Blueprint Records
- One Way or Another (med Ken Hensley), 2003, Classic Rock Legends
- Icon (med Geoff Downes), 2005, Melodic Symphony
- Heat Of The Moment 05, (EP), (med Geoff Downes), 2005